# 満洲国宮内府

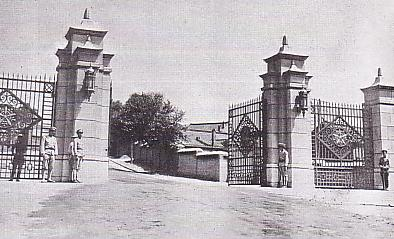
満洲国宮内府

宮内府内

満洲国宮内府（まんしゅうこくくないふ）とは、満洲国の帝室（愛新覚羅溥儀一家）の家政を所掌する機関。

## 概要
1934年3月1日の帝制移行を機に設置された。執政時代は「執政府（長は府中令）」と呼ばれた。宮内府は皇帝に直隷し、宮中事務を掌理する。宮内府大臣は皇帝に対して宮中事務に関する輔弼の責を負った。宮内府は国務院から独立しているが、国務に関する事項については国務総理大臣とともに上奏することになっていた。

## 歴代宮内府大臣
1. 沈瑞麟
2. 熙洽